# Gewöhnliche Sonnenbraut
Die Gewöhnliche Sonnenbraut (Helenium autumnale) ist eine Pflanzenart aus der Familie der Korbblütler (Asteraceae).

## Beschreibung
Die Gewöhnliche Sonnenbraut ist eine ausdauernde krautige Pflanze, die ein kurzes Rhizom bildet und Wuchshöhen von 50 bis 170 Zentimeter erreicht. Der Stängel ist geflügelt. Die Blätter sind sitzend, lanzettlich, entfernt ährig oder ganzrandig und am Stängel herablaufend. Die zahlreichen Köpfe sind in einer Schirmrispe mit 5 Zentimeter Durchmesser angeordnet. Die Strahlblüten sind keilförmig und 3-zähnig (bis 5-zähnig). Die Scheibe ist halbkugel- bis kugelförmig und schmutzig gelb.
Die Blütezeit reicht von Juli bis September, beginnt selten bereits im Juni.
Die Chromosomenzahl beträgt 2n = 34.

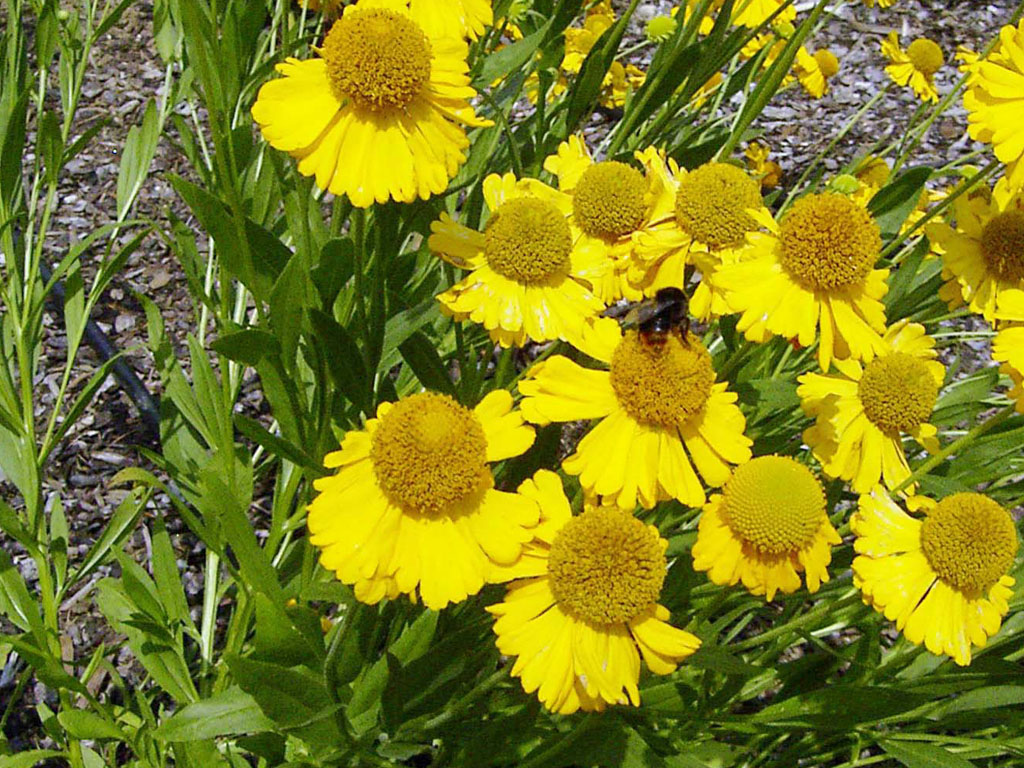
Gewöhnliche Sonnenbraut (Helenium autumnale)

## Vorkommen
Die Gewöhnliche Sonnenbraut ist in Kanada, in den Vereinigten Staaten und im nördlichen Mexiko auf Sumpfwiesen und Seeufern weitverbreitet. In England ist sie ein Neophyt.

## Nutzung
Die Gewöhnliche Sonnenbraut wird selten als Zierpflanze für Rabatten sowie als Schnittblume genutzt. Sie ist seit spätestens 1635 in Kultur.